# Punta Mijáilov
La Punta Mijáilov (en inglés: Mikhaylov Point) es una punta que forma el extremo sur  de la isla Visokoi en el archipiélago Marqués de Traverse en las islas Sandwich del Sur. La Dirección de Sistemas de Información Geográfica de la provincia de Tierra del Fuego cita la punta en las coordenadas 56°46′32″S 27°16′45″O / -56.77556, -27.27917.
Su primer nombre en idioma inglés fue Low Point («punta Baja») en 1930, dado por el personal del buque británico RRS Discovery II de Investigaciones Discovery por ser un promontorio de baja altitud. El nombre fue luego cambiado por generar confusión con la punta Baja de la cercana isla Vindicación. El topónimo actual fue recomendado en 1953 por el Comité de Topónimos Antárticos del Reino Unido en homenaje a Pável N. Mijáilov, un dibujante y cartógrafo de la expedición rusa de Fabian Gottlieb von Bellingshausen de 1819-1820, que realizó una serie de bocetos de todo el archipiélago.
La isla nunca fue habitada ni ocupada, y es reclamada por el Reino Unido como parte del territorio británico de ultramar de las Islas Georgias del Sur y Sandwich del Sur y por la República Argentina, que la hace parte del departamento Islas del Atlántico Sur dentro de la provincia de Tierra del Fuego, Antártida e Islas del Atlántico Sur.